# Paraliaki Zoni Apo Nafpakto Eos Itea - Periochi Pigon Chiliadou
Paraliaki Zoni Apo Nafpakto Eos Itea - Periochi Pigon Chiliadou este o arie protejată (arie specială de conservare — SAC, sit de importanță comunitară — SCI) din Grecia întinsă pe o suprafață de 10.604,34 ha, integral pe uscat.

## Localizare
Centrul sitului Paraliaki Zoni Apo Nafpakto Eos Itea - Periochi Pigon Chiliadou este situat la coordonatele 38°22′30″N 22°09′28″E / 38.374997°N 22.157702°E.

## Înființare
Situl Paraliaki Zoni Apo Nafpakto Eos Itea - Periochi Pigon Chiliadou a fost declarat sit de importanță comunitară în noiembrie 1999 pentru a proteja 9 specii de animale. Situl a fost protejat și ca arie specială de conservare în martie 2011.

## Biodiversitate
Situată în ecoregiunea mediteraneană, aria protejată conține 10 habitate naturale: Pășuni mediteraneene udate de apa mării (Juncetalia maritimi), Tufărișuri halofile mediteraneene și termo-atlantice (Sarcocornetea fruticosi), Dune mobile cu vegetație embrionară, Matorral arborescenți cu Juniperus spp., Tufărișuri termo-mediteraneene și de pre-deșert, Sarcopoterium spinosum phryganas, Păduri de Platanus orientalis și Liquidambar orientalis (Platanion orientalis), Galerii și tufărișuri riverane sudice (Nerio-Tamaricetea și Securinegion tinctoriae), Păduri de Olea și Ceratonia, Păduri de Quercus macrolepis.
La baza desemnării sitului se află mai multe specii protejate:
- mamifere (2): lupul (Canis lupus), vidră de râu (Lutra lutra)
- nevertebrate (1): Paracaloptenus caloptenoides
- pești (3): Aphanius fasciatus, Economidichthys pygmaeus, Pelasgus stymphalicus
- reptile (3): Chelonia mydas, țestoasă bănățeană (Testudo hermanni), elaphe situla (Zamenis situla)

Pe lângă speciile protejate, pe teritoriul sitului au mai fost identificate 1 specie de plante, 1 specie de amfibieni, 6 specii de mamifere, 3 specii de pești, 1 specie de reptile.